# Rausdorf (Thuringe)
Pour les articles homonymes, voir Rausdorf.
Rausdorf est une commune allemande de l'arrondissement de Saale-Holzland, Land de Thuringe.

## Géographie
| Laasdorf     |          |           |
|              | Rausdorf | Stadtroda |
| Großbockedra |          |           |

## Histoire
Rausdorf est sans un village d'origine slave. Il est mentionné pour la première fois en 1378 sous le nom de "Ruwinsdorf".

## Source de la traduction
- (de) Cet article est partiellement ou en totalité issu de l’article de Wikipédia en allemand intitulé « Rausdorf (Thüringen) » (voir la liste des auteurs).